# Mona Lisa (nave da crociera)
Mona Lisa è stata una nave da crociera (e successivamente albergo galleggiante) che ha navigato nel tempo per varie compagnie, quali Swedish American Line, P&O Cruises, Princess Cruises, Pullmantur Cruises e, con questo nome, per Holiday Kreuzfahrten.

## Storia

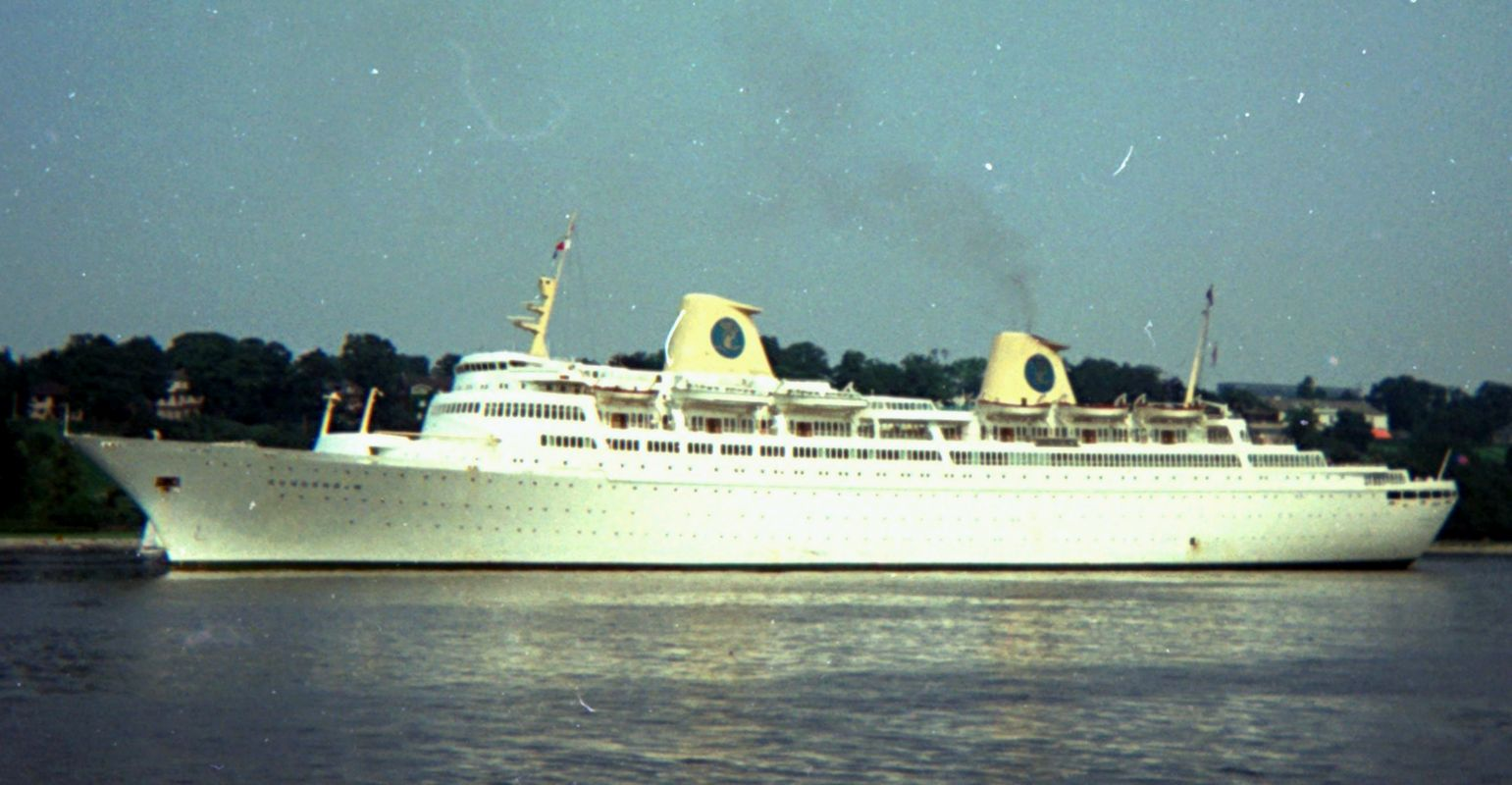
Kungsholm in servizio per Swedish American Line ad Amburgo nel 1970.

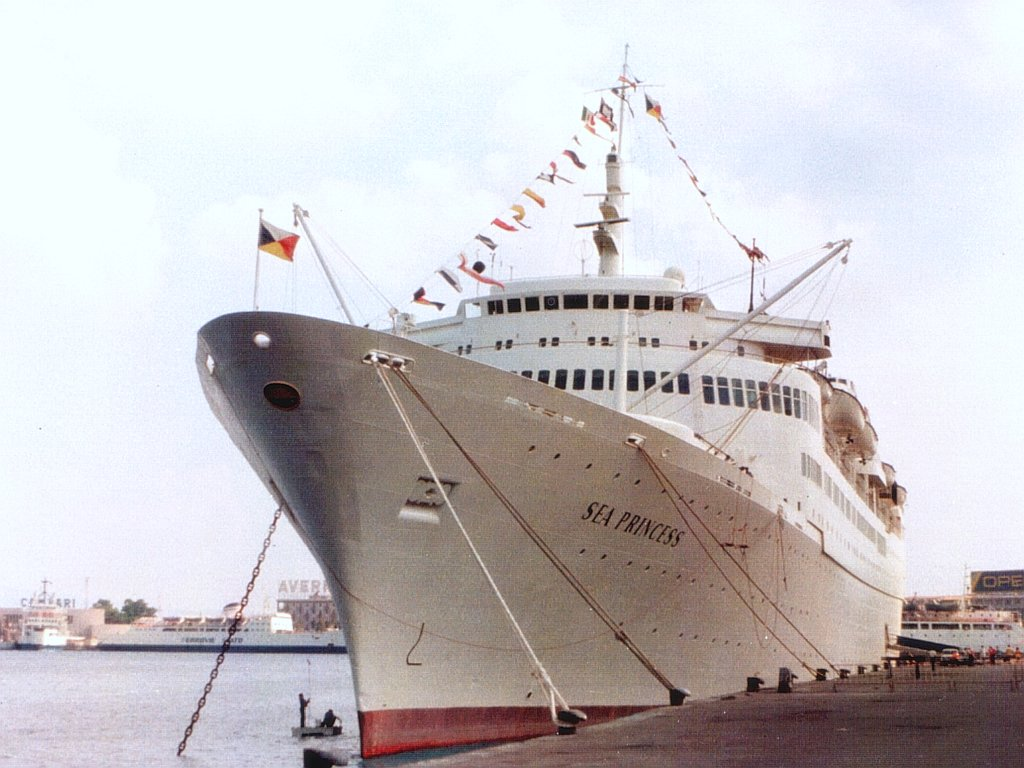
Sea Princess in servizio per Princess Cruises a Messina nel 1986.

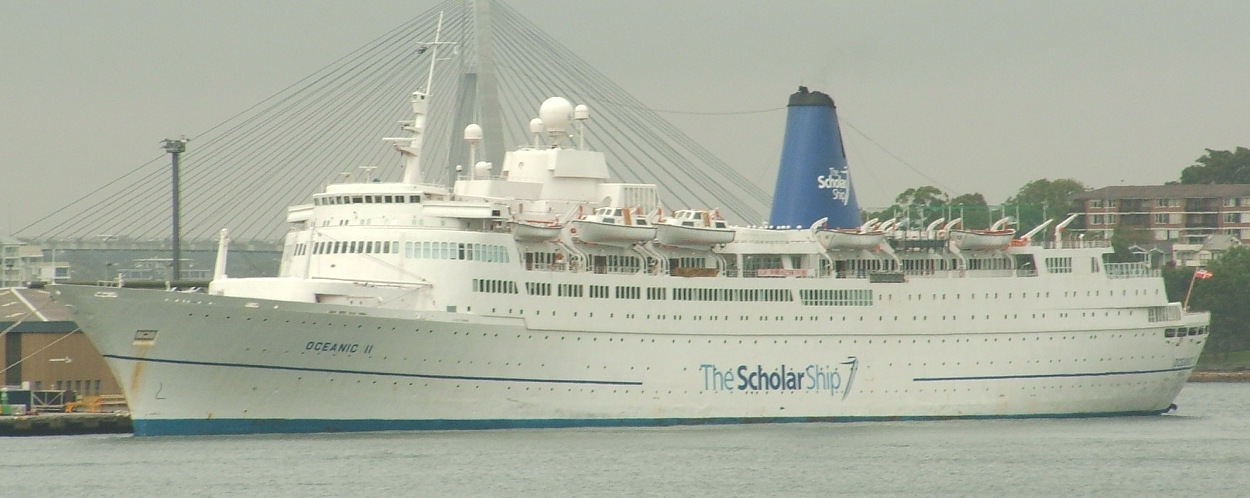
Oceanic II in servizio come nave università per The Scolar Ship a Sydney nel 2007.

La nave è stata costruita presso i cantieri navali John Brown & Company a Clydebank, in Scozia, per conto della Swedish American Line, che con il nome Kungsholm la utilizzò sia come transatlantico di linea da Göteborg a New York sia come nave da crociera. 
Negli anni settanta, poiché l'epoca dei transatlantici era pressoché al declino, le uniche traversate oceaniche che la compagnia effettuava erano ormai 2 o 3 all'anno, tutte soltanto crociere di riposizionamento. Complice anche l'aumento dei costi operativi delle navi battenti bandiera svedese, la Swedish American fu costretta a iniziare trattative per il cambio di bandiera della sua flotta, contrattazioni mai portate a termine anche a causa di possibili danni all'immagine della compagnia. Nel 1975 si decise di cessare tutte le attività passeggeri e fu quindi ufficializzata la vendita della Kungsholm alla norvegese Flagship Cruises, nonostante le proteste della filiale statunitense della società, secondo la quale le navi avrebbero continuato a essere redditizie anche operando sotto bandiera svedese.
La nuova impresa mantenne nome e livrea originali, registrando però la nave in Liberia.
Nel 1978 la nave fu venduta al gruppo P&O e portata ai cantieri navali Bremer Vulcan a Brema-Vegesack. Dopo una pesante ristrutturazione, che ha comportato anche la sostituzione dei due caratteristici fumaioli con uno "a cono" nella parte posteriore, entrò in servizio come Sea Princess alternandosi inizialmente fra P&O Cruises e Princess Cruises. Nel 1986 entrò ufficialmente nella flotta Princess e vi rimase fino al 1991, quando passò definitivamente a P&O Cruises. La nave, con il fumaiolo tinteggiato color giallo-camoscio, per i primi anni mantenne il nome invariato, ma nel 1995 venne ribattezzata Victoria, in modo tale da permettere alla nave allora in costruzione per Princess l'assegnazione del nome Sea Princess.
Nel 2002 venne venduta alla tedesca Holiday Kreuzfahrten e rinominata Mona Lisa. Venne applicata una livrea rosso scuro al fumaiolo, con una riproduzione della Monna Lisa. Nel 2004, a Venezia, la nave rimase incagliata nel bacino di San Marco a causa della fitta nebbia che avvolgeva l'area, provocando anche problemi alla circolazione dei vaporetti di linea della Actv nella laguna. Due anni dopo la società fallì e la nave rimase ormeggiata per un breve periodo al Pireo, prima di essere portata a Doha, in Qatar, dove venne utilizzata come alloggio per gli atleti partecipanti alla XV edizione dei Giochi asiatici.
Nel 2007 Royal Caribbean Cruises noleggiò la Mona Lisa e, dopo aver ambiato nome in Oceanic II, prima la diede in sub-affitto alla Louis Hellenic Cruises per sostituire la Sea Diamond, affondata quell'anno a Santorini, poi la trasferì alla filiale Pullmantur Cruises. Venne utilizzata anche come nave università per The Scholar Ship, joint venture fra sette grandi università e Royal Caribbean Cruises, che proponeva programmi semestrali universitari o post laurea in viaggi di quattro mesi.
Con l'obiettivo di far ripartire il progetto crocieristico della Holiday Kreuzfahrten, ritornò a operare come Mona Lisa dal 2008, stavolta per conto della Lord Nelson Seereisen. Negli anni a seguire venne utilizzata per crociere charter e, per un breve periodo, come Peace Boat. 
Nel 2010, poiché non più conforme alle ultime normative SOLAS, fu radiata dal servizio. Per evitare la demolizione, l'imprenditore svedese Lars Hallgren propose di trasformarla in albergo galleggiante permanente a Göteborg, riportandola all'aspetto originario come Kungsholm. Il progetto fallì, perché la città avrebbe consentito l'affitto del molo per soli 5 anni. La nave allora fu acquistata dalla sudcoreana Daewoo Shipbuilding & Marine Engineering Oman, che la convertì nell'hotel galleggiante di lusso Veronica, ormeggiato a Duqm, in Oman.
Nel 2015 la nave fu nuovamente messa in vendita e ritornò in auge la proposta di trasferirla in Svezia e riportarla, almeno all'apparenza, ai fasti dell'epoca come transatlantico. Anche stavolta, però, il piano andò a monte e l'ex Kungsholm fu trainata ad Alang, in India, per la demolizione.